# Macrotyloma ellipticum
Macrotyloma ellipticum är en ärtväxtart som först beskrevs av Robert Elias Fries, och fick sitt nu gällande namn av Bernard Verdcourt. Macrotyloma ellipticum ingår i släktet Macrotyloma och familjen ärtväxter. Inga underarter finns listade i Catalogue of Life.